# Ayir
Ayir (àrab ايير) és una comuna rural de la província de Safi de la regió de Marràqueix-Safi. Segons el cens de 2014 tenia una població total de 27.608 persones.